# Igorre
Igorre város Spanyolországban,  Bizkaia tartományban. Igorre Lemoa, Dima, Arantzazu, Zeberio, Bedia és Zornotza községekkel határos. Lakosainak száma 4330 fő (2024).

## Népesség
A település népessége az utóbbi években az alábbiak szerint változott:
| Lakosok száma | 3927 | 4019 | 4067 | 4238 | 4235 | 4247 | 4251 | 4284 | 4330 | 4330 |
|               | 2001 | 2004 | 2007 | 2009 | 2012 | 2014 | 2017 | 2019 | 2022 | 2024 |